# Lichnanthe
Lichnanthe es un género de escarabajos de la familia Glaphyridae. La distribución es estrictamente Neotropical, y en particular restringida a la porción continental de Estados Unidos, sin solaparse con otros géneros de la familia. Lichnanthe contiene siete especies válidas y una considerada fósil. Además, la ubicación taxonómica general de las especies ha variado entre Lichnanthe, Amphicoma y Dasydera.
La siguiente es la lista de especies que corresponden a este género:
- Lichnanthe albipilosa
- Lichnanthe apina
- Lichnanthe brachyscelis
- Lichnanthe cooperi
- Lichnanthe defuncta
- Lichnanthe lupina
- Lichnanthe rathvoni
- Lichnanthe ursina
- Lichnanthe vulpina